# Nino Vingelli
Nino Vingelli, né le 4 juin 1912 à Naples et mort le 26 mars 2003  à Rome, est un acteur italien.

## Biographie
Nino Vingelli est un acteur napolitain connu pour avoir joué de nombreuses fois aux côtés de Totò. Il a joué aussi en France dans le film Le Tonnerre de Dieu avec Jean Gabin et en Italie dans Le Corniaud avec Bourvil.

## Filmographie partielle
- 1950 : Totò Tarzan de Mario Mattoli (non crédité)
- 1950 : Fra Diavolo (Donne i briganti) de Mario Soldati
- 1950 : Naples millionnaire d'Eduardo De Filippo
- 1952 : L'Ange du péché (L'eterna catena) d'Anton Giulio Majano
- 1952 : Mélodies immortelles (Melodie immortali) de Giacomo Gentilomo
- 1953 : Pain, Amour et Fantaisie de Luigi Comencini
- 1953 : Napoletani a Milano, d'Eduardo De Filippo
- 1953 : Un dimanche romain (La domenica della buona gente) d'Anton Giulio Majano
- 1955 : Totò e Carolina de Mario Monicelli
- 1956 : Una pelliccia di visone de Glauco Pellegrini
- 1957 : L'Impossible Isabelle de Dino Risi
- 1958 : Le Défi de Francesco Rosi
- 1958 : Je ne suis plus une enfant (Non sono più guaglione) de Domenico Paolella
- 1958 : Un morceau de ciel (Un ettaro di cielo) d'Aglauco Casadio
- 1959 : Profession Magliari de Francesco Rosi
- 1959 : Un canto nel deserto de Marino Girolami
- 1959 : La Loi de Jules Dassin
- 1963 : Le Lit conjugal de Marco Ferreri
- 1964 : Marcher ou mourir de Giuseppe De Santis
- 1965 : Le Tonnerre de Dieu de Denys de La Patellière
- 1965 : Le Corniaud de Gérard Oury
- 1966 : L'Homme qui rit de Sergio Corbucci
- 1966 : Ringo au pistolet d'or de Sergio Corbucci
- 1967 : Au son du fusil (A suon di lupara) de Luigi Petrini
- 1967 : Dernier Sursaut pour cinq indésirables (Ballata da un miliardo) de Gianni Puccini
- 1968 : Pas de diamants pour Ursula (I diamanti che nessuno voleva rubare) de Gino Mangini : Cartacarbone
- 1969 : Zorro, marquis de Navarre (Zorro marchese di Navarra) de Franco Montemurro : Fra Pistola
- 1971 : Comment entrer dans la mafia (Cose di Cosa Nostra) de Steno
- 1974 : Lucia et les Gouapes de Pasquale Squitieri